# Cutriguri

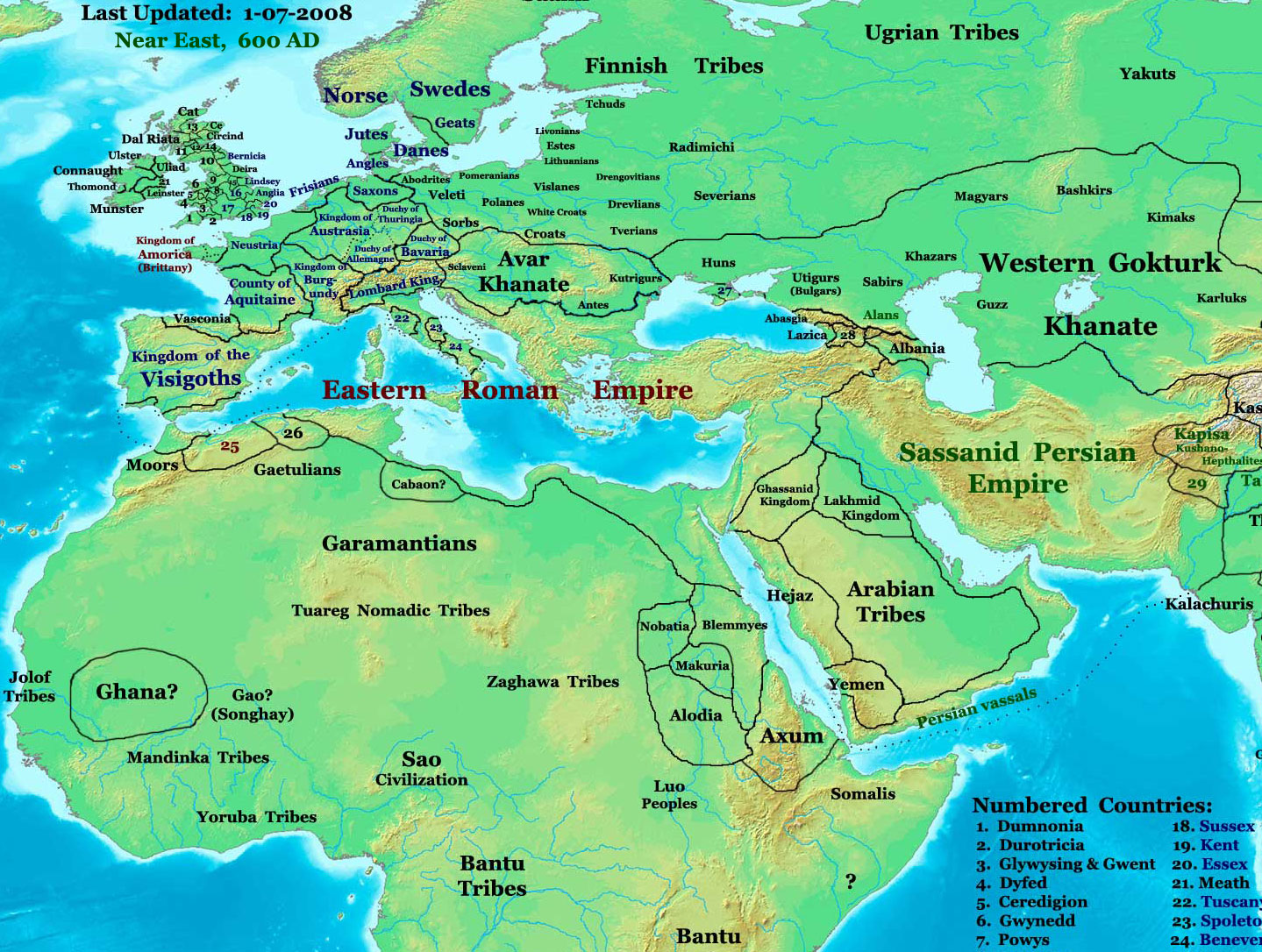
Emisfera estică în c. 600 d.Hr.

Cutrigurii (Kutrigurii) au fost un popor de călăreți nomazi apărut în stepele pontico-caspice în secolul al VI-lea. La est de aceștia erau situați utigurii⁠(d), un popor înrudit de aproape cu cutrigurii.

## Istoric
Cutrigurii au rămas în istorie pentru a fi atacat și pustiit regiuni din Imperiul Bizantin.
Grousset credea că sunt rămășițe ale hunilor.  Procopius povestește că "în trecut mulți huni, numiți atunci cimerieni, locuiau ținuturile pe care le-am menționat deja. Toți aveau un singur rege. La un moment dat, unul dintre regii lor a avut doi fii:  Utigur și  Cutrigur. După moartea tatălui lor, au împărțit puterea și au dat numele lor popoarelor pe care le conduceau, astfel încât chiar și în zilele noastre unii sunt numiți utiguri iar alții - cutriguri". Ei au ocupat zona de stepă tanaitică - maeotică (Don - Azov), cutrigurii în partea de vest, iar utrigurii spre est.
În 551, o armată cutrigură de 12.000 de oameni puternici, conduși de mai mulți comandanți, inclusiv Chinialon, a venit dinspre "partea de vest a Lacului Maeotic (astăzi Marea Azov)" pentru a-i ajuta pe gepizi în război cu longobarzii. Mai târziu, alături de gepizi, au prădat ținuturile bizantine. Cu toate acestea, împăratul Iustinian I (cel Mare) (527-565), prin măsuri diplomatice și mituiri, i-a atras pe cutriguri și utiguri într-un război fratricid. Utigurii conduși de Sandilch i-au atacat pe cutriguri, care au suferit pierderi mari.
Cutrigurii au încheiat un tratat de pace cu Imperiul Bizantin și 2000 de cutriguri în galop, împreună cu soțiile și copiii lor, conduși de Sinnion, au intrat  în serviciul imperial și s-au stabilit în Tracia. Modul prietenos în care au fost tratați cutrigurii nu a fost acceptat cu plăcere de Sandilch. În iarna anului 558, o mare armată de cutriguri conduși de Zabergan a trecut Dunărea înghețată, împărțiți în trei secțiuni; una spre Termopile, în timp ce celelalte două s-au îndreptat spre Chersones și periferia Constantinopolului. În martie 559, Zabergan a atacat Constantinopolul, o parte din forțele sale constând din 7000 de călăreți. 
O amenințare gravă pentru stabilitatea Imperiului Bizantin, potrivit cronicarilor Procopius, Agathias și Menandru, cutrigurii și utigurii s-au decimat între ei.  Cutrigurii rămași au fost măturați de avari spre Pannonia (hanul avar Bayan I în 568 a poruncit celor 10.000 de huni cutriguri să treacă râul Sava, în timp ce, mai târziu, Κοτζαγηροί (Kotzagiroi, eventual cutriguri), Ταρνιάχ (Tarnzach) și Ζαβενδὲρ (Zabender) au fugit la avarii din calea turcilor. Utigurii au rămas în stepa pontică și au căzut sub dominația turcilor.